# Papirus Oxyrhynchus 13
Papirus Oxyrhynchus 13 oznaczany jako P.Oxy.I 13 – fragment listu nieznanego autora do króla Macedonii napisanego w języku greckim. Papirus ten został odkryty przez Bernarda Grenfella i Arthura Hunta w 1897 roku w Oksyrynchos. Fragment jest datowany na II lub III wiek n.e. Przechowywany jest w Head of Special Collections Uniwersytetu Columbia. Tekst został opublikowany przez Grenfella i Hunta w 1898 roku.
Manuskrypt został napisany na papirusie, w formie zwoju. Rozmiary zachowanego fragmentu wynoszą 8,7 na 7,1 cm. Fragment ten zawiera osiemnaście linijek tekstu. Tekst jest napisany średniej wielkości pismem uncjalnym. Wydaje się, że list został skierowany do Antygona I lub jego syna Demetriusza I. 